# Remolc

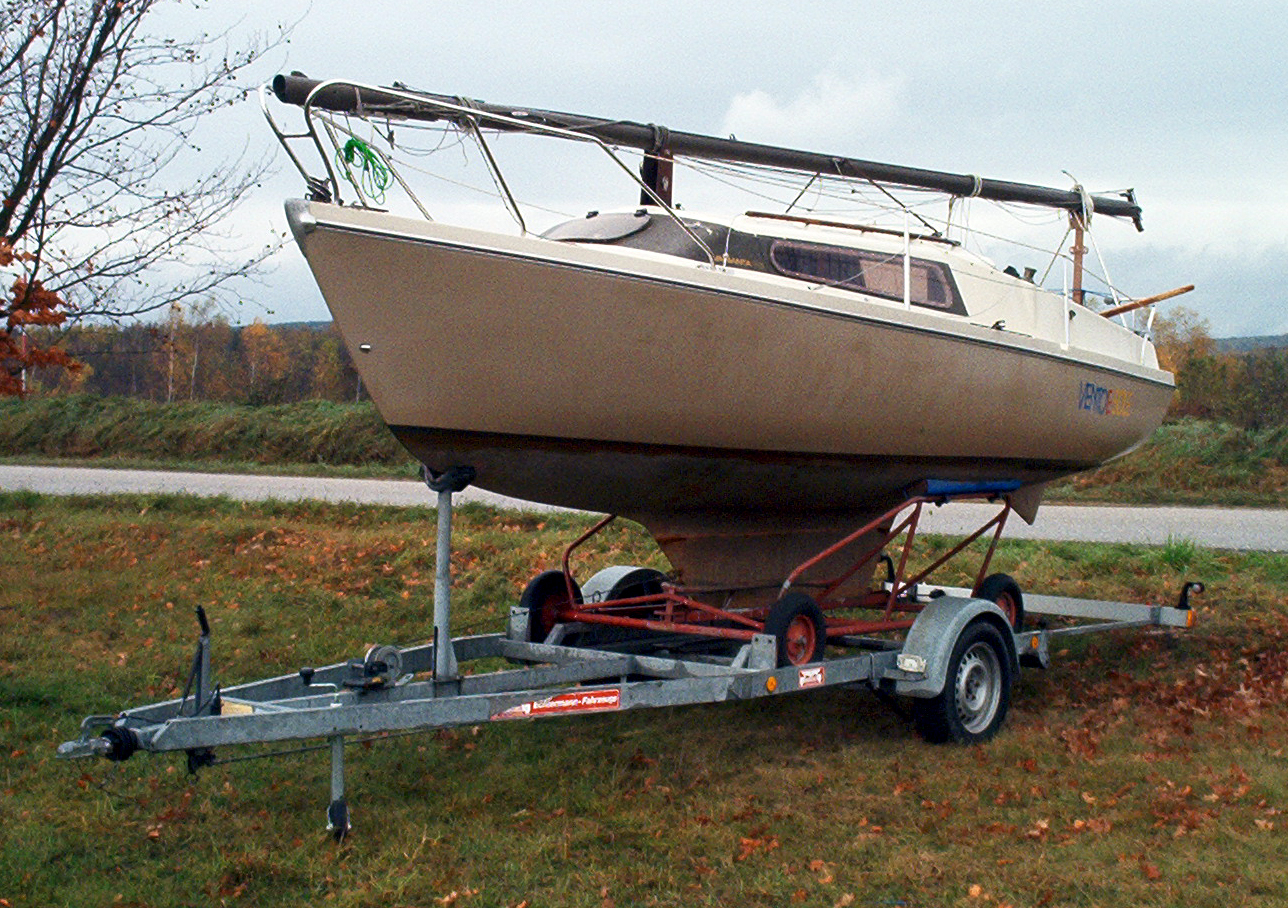
Remolc per embarcació de lleure.

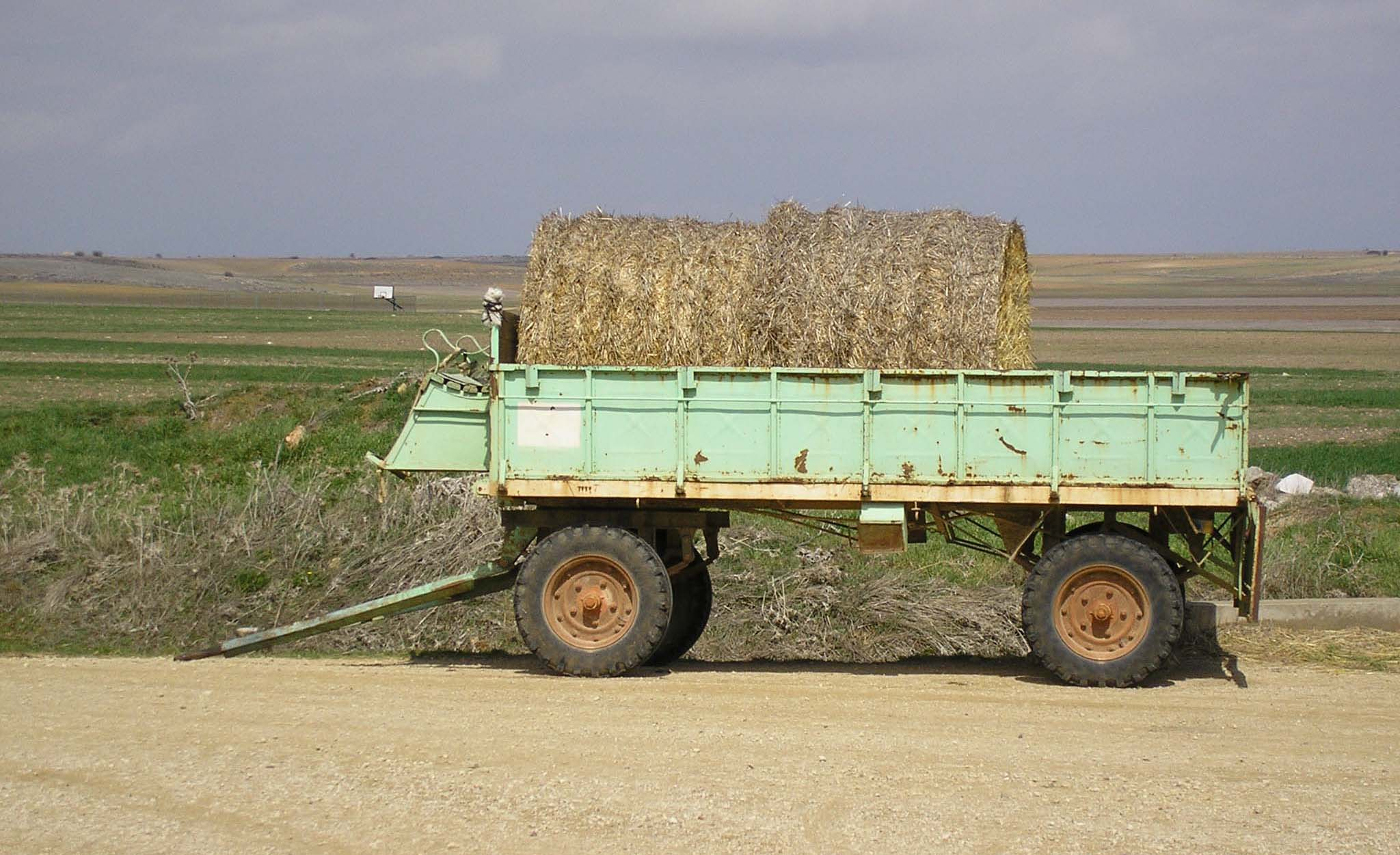
Remolc per tractor agrícola.

El remolc, és un vehicle de càrrega que no disposa de motor. Consta com a mínim de xassís, rodes, superfície de càrrega i segons el seu pes i les seves dimenssions, frens propis. Per moure’l s'arrossega i es dirigeix per un altre vehicle.
En els camions de grans dimensions els remolcs s'anomenen també trailers 
Pel fet que els remolcs amaguen o dificulten la visió de la matrícula i les llums posteriors del vehicle que els arrossega han de dur una còpia de la matrícula o una matrícula pròpia (segons la legislació de cada país) i un joc propi de llums. A partir d'un pes determinat han de disposar també d'un sistema de frenada propi.

## Tipus
Alguns remolcs estan destinats per a ús personal (o per a petits negocis) amb gairebé qualsevol vehicle que tingui un enganxall adequat, però alguns remolcs formen part de camions grans, coneguts com a semiremolcs, per al transport de mercaderies.
Els remolcs tancats per al transport de joguines i els remolcs per al transport de motocicletes es poden remolcar amb l'ajuda d'una camioneta o furgoneta habitual, per als quals, en general, no es requereix un permís especial, excepte el permís de conduir comú. Molts d'aquests remolcs estan equipats amb mecanismes de bloqueig i altres mitjans de protecció, com portes i finestres reforçades, que dificulten el robatori i la sostracció del contingut. Els remolcs especialitzats, com els remolcs per al transport de motocicletes a l'aire lliure, els remolcs per al transport de bicicletes, són molt més petits i adequats per a vehicles petits, igual que alguns remolcs senzills, que tenen una barra de tracció i circulen sobre un sol eix.
També hi ha remolcs molt especialitzats, com els remolcs generadors, els remolcs impulsors i altres tipus de remolcs, que també s'utilitzen per activar el vehicle remolcador. Altres remolcs es fabriquen a mida per transportar cuines integrals i altres equipaments especialitzat utilitzat pels venedors en carnestoltes.
Els populars campers utilitzen remolcs lleugers, aerodinàmics, que es poden remolcar amb un vehicle petit, com el BMW Air Camper. Estan dissenyats per ser més baixos que el vehicle remolcador, la qual cosa minimitza la resistència.
Un semiremolc és un remolc sense eix davanter. Una part significativa del seu pes recau en el camió tractor o en un conjunt desmuntable de l'eix davanter, conegut com a dolly. El semiremolc normalment està equipat amb suports, anomenats "xassís", que es poden baixar per sostenir-lo en estat desenganxat.